# Jhon Jairo Velásquez
Pour les articles homonymes, voir Velasquez (homonymie).
Jhon Jairo Velásquez Vásquez, né le 15 avril 1962 à Yarumal (Colombie) et mort le 6 février 2020 à Bogota (Colombie), surnommé « Popeye », est un tueur à gages (en espagnol : sicario) colombien à la solde du cartel de Medellin. Il a été l'un des plus fidèles lieutenants de Pablo Escobar.

## Biographie
Jhon Jairo Velásquez découvre sa fascination pour la violence et le sang à l'âge de 12 ans, en assistant à l'assassinat d'un homme à coups de machette à proximité de son école : « Le sang a jailli. Les gens sont partis en courant, effrayés par ce déchaînement d'horreur. Je n'ai pas couru. Le sang me fascinait ».
Il rejoint l'armée, puis la police, et est finalement recruté par le cartel de Medellín.
Il est responsable de l'enlèvement d'Andrés Pastrana Arango le 16 janvier 1988, alors candidat à la mairie de Bogota, afin de faire pression sur les autorités colombiennes concernant la menace d'extradition de Pablo Escobar vers les États-Unis. Il est jugé en 1992 pour l'assassinat du candidat à l'élection présidentielle colombienne Luis Carlos Galán en août 1989, et condamné à trente ans de réclusion criminelle. Il a lui-même reconnu avoir commandité les meurtres de 3 000 personnes et en avoir personnellement assassiné 250 autres. En prison, il utilise une grande partie de sa fortune, construite sur le trafic de drogue et forte de plusieurs millions de dollars, pour assurer sa protection contre des membres de gangs rivaux.
Libéré de prison en 2014, il demande à rejoindre le parti conservateur Centre démocratique de l'ancien président colombien Álvaro Uribe et emploie sa notoriété pour dénoncer les accords de paix avec les FARC.
Il est de nouveau arrêté en mai 2018 pour extorsion et association de malfaiteurs. Il était en outre surveillé pour des menaces qu'il avait lancées contre la gauche colombienne.
Il meurt le 6 février 2020 des suites d'un cancer de l'estomac. Le commandant en chef de l'armée nationale colombienne, le général Eduardo Zapateiro, surprend en présentant message de condoléances attristé : « Aujourd’hui est mort un Colombien ; quoi qu’il se soit passé dans sa vie, l’Armée nationale, en commençant par son commandant, qui a aussi été engagé dans la lutte contre le narcotrafic, devons dire que nous regrettons beaucoup le décès de “Popeye”… »

### Télévision
- La série colombienne Pablo Escobar, le patron du mal retraçant le parcours de Pablo Escobar consacre son personnage en la personne de Marino, le tueur à la casquette et à l'indéfectible loyauté envers le parrain.
- La série Alias J.J Surviving Escobar raconte sa vie en prison.
- Son personnage est également présent dans la série Narcos, sous le surnom de « Velasco ».
- La série Dark Tourist le montre organisant à Medellín un tour Pablo Escobar« "Dark Tourist", le documentaire Netflix sur le tourisme alternatif, voire morbide, qui fait polémique », sur lefigaro.fr, 1er août 2018 (consulté le 26 avril 2020).